# Muzică New Age Andină
Muzică New Age Andină este un produs al flautului peruan și a harpei  muzicale paraguayene. Rădăcinile peruane provin din influența Incașă, circa 1200-1532 EC. În Peru, sunt folosite două flaute importante: Quena, un flaut foarte asemănător cu reportofonul comun, și zampoña, un nai. Cultura Paracas, situata la sud de Lima, a creat acest nai între 200 î.Hr. și 300 CE. Harpa paraguayenă este similară atât ca aspect și ca sunet cua harpa Celtică irlandeză. Deși ambele genuri de muzică traditională peruană și Paraguayană au sunet modern caracteristic muzicii New Age, ele sunt de fapt forme foarte vechi de muzică. Modalitățile acestei muzici fiind vechi de peste două mii de ani.